# Merry-la-Vallée
Merry-la-Vallée är en kommun i departementet Yonne i regionen Bourgogne-Franche-Comté i norra Frankrike. Kommunen ligger i kantonen Aillant-sur-Tholon som tillhör arrondissementet Auxerre. År 2022 hade Merry-la-Vallée 361 invånare.

## Befolkningsutveckling
Antalet invånare i kommunen Merry-la-Vallée
| Referens: INSEE |